# Elevator Boys
Die Elevator Boys sind eine Gruppe von fünf jungen Männern aus Deutschland, die 2021 über das Internet durch Memes mit Fahrstuhl-Szenen auf TikTok bekannt wurde, unter anderem durch das POV-Video You Enter the Elevator mit mehr als 50 Millionen Aufrufen. Dieses Video brachte der Gruppe den Namen Elevator Boys ein, der sich schließlich auch als Selbstbezeichnung des Kollektivs durchsetzte. Sie sind als Content Creator und Models tätig. Im Juni 2023 traten sie erstmals auch als Boygroup auf.

## Persönliches
Die Elevator Boys leben in Berlin.

## Mitglieder
- Julien Brown (* 16. März 2000 in Schwabach)
- Luis Freitag (* 15. November 1999 in Hannover)
- Jacob Rott (* 3. April 2000 in Bad Nauheim)
- Tim Schäcker (* 12. April 1999 in Frankfurt am Main)
- Bene Schulz (* 23. Mai 2001 in Gießen)[6]

## TV-Auftritte
Am 4. Februar 2023 traten die Elevator Boys in der Spielshow Klein gegen Groß an. Am 30. März 2023 hatten sie einen Auftritt bei Germany’s Next Topmodel. Brown und Rott waren am 15. Mai 2023 in der Quizshow Wer weiß denn sowas? zu Gast. Am 7. Oktober 2023 hatten sie einen Auftritt bei Das Duell um die Welt, wo sie für Team Klaas antraten und den Länderpunkt holten, und am 24. Juli 2024 waren sie in der ZDF-Sendung Lass dich überwachen! zu Gast.

## Diskografie

### EPs
- 2024: Scared To Love

### Singles
- 2023: Runaway
- 2024: Insecure
- 2024: Pillow Talk
- 2024: Ruin Me
- 2024: Parachute
- 2024: Scared To Love
- 2024: No Good Without You

Promo-Singles
- 2024: Jingle Bell Rock (Amazon Music Original)

## Auszeichnungen
About You Awards
- 2022: in der Kategorie „Entertainment“[9]

Bravo Otto
- 2022: in der Kategorie „Social Media“ (Bronze)[10]

Nickelodeon Kids’ Choice Awards
- 2022: in der Kategorie „Lieblings-Crew: Deutschland, Österreich, Schweiz“[11]
- 2023: in der Kategorie „Lieblings-Crew: Deutschland, Österreich, Schweiz“[12]

TikTok Awards
- 2023: in der Kategorie „POV (Point Of View)“[13]